# José Antonio Serrano
José Antonio Serrano Ramos (Madrid, Comunidad de Madrid, España, 6 de agosto de 1984) es un futbolista español que se desempeña como defensa en el Navalcarnero.

## Carrera
José Antonio nació en Madrid y representó al Getafe Club de Fútbol cuando era joven. Después de hacer su debut sénior con las reservas en 2003 en el Getafe Club de Fútbol "B", debutó en el primer equipo el 29 de agosto de 2004 en LaLiga, anotando el único gol en la derrota por 1-3 ante el Real Zaragoza, siendo este gol el primero del Getafe CF en primera división.

José Antonio dejó el Getafe en 2008, y luego se unió al Club Deportivo Toledo en la Tercera División. Posteriormente, reanudó su carrera en la Segunda División B y en la cuarta división en las siguientes temporadas, representando a Agrupación Deportiva Colmenar Viejo, Unión Deportiva Marbella, Club Deportivo Artístico Navalcarnero (dos temporadas), y Club Deportivo Puerta Bonita.